# Cultureel Brabant
Le Cultureel Brabant (CuBra) est une fondation néerlandaise associée à un site internet du même nom (cubra.nl) qui a pour objectif de donner la plus large information possible en matière d'histoire de l'art (beaux-arts) et de culture au sens large (culture populaire). 
Une grande partie des pages de CuBra est interactive, renseignée par les contributions des visiteurs examinées par un comité de rédaction. Un travail d'actualité mais aussi historique sur le Brabant est réalisé avec le soutien de l'université de Tilbourg en particulier la faculté des Arts, de la Culture et de la Communication dont les serveurs assurent la maintenance du site. 
Le site abrite notamment un riche « musée du perroquet » en français et néerlandais et de nombreuses pages également dans les deux langues sur les artistes parisiens du XIXe siècle.